# Unione delle associazioni Clubture
L'Unione delle associazioni Clubture è un network no-profit, inclusivo e partecipativo, che riunisce gli esponenti della cultura indipendente in Croazia e lavora per rafforzarla. È stata fondata nel 2002 a Zagabria con l'obiettivo di consolidare la cooperazione tra organizzazioni culturali indipendenti in Croazia attraverso lo scambio di contenuti e programmi culturali e artistici, con lo scopo di diffondere contenuti culturali in diverse parti del paese. L'associazione è stata formalmente registrata il 16 luglio 2002.
L'associazione conta oltre 50 membri attivi, tra i quali: Art radionica Lazareti (Laboratorio d'arte Lazareti), Bacači sjenki (Lanciatori d'ombra), Kontejner (Contenitore), Mi2-MaMa, QueerANarchive, Queer Sport Split, Skribonauti, Udruga za promicanje kultura Kulturtreger (Associazione per la promozione della cultura Kulturtreger), Udruga za razvoj kulture "URK" (Associazione per lo sviluppo culturale "URK"), ecc. Clubture partecipa a progetti, iniziative e reti nazionali, regionali e internazionali. La progettazione di programmi regionali è iniziata nel 2004 con l'obiettivo di collegare organizzazioni culturali indipendenti.

## Storia

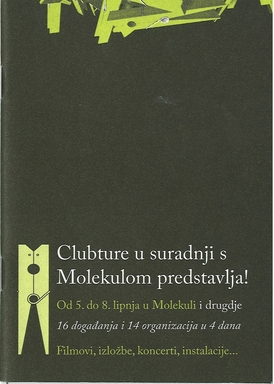
Manifesto per il primo Forum di Clubture, tenutosi a Fiume nel 2008

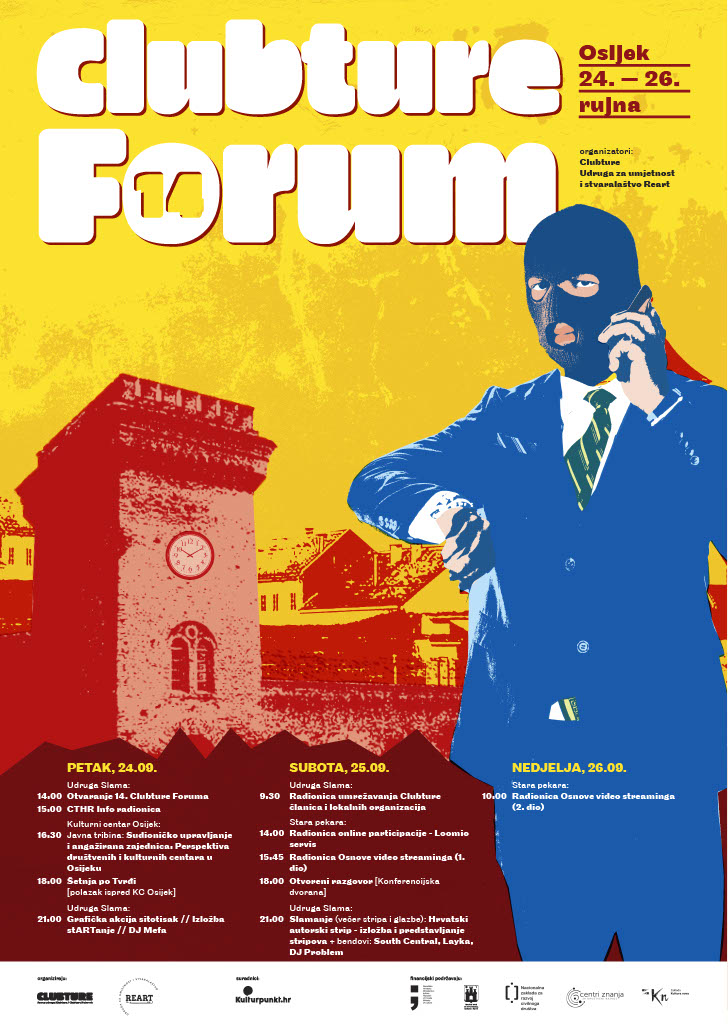
Manifesto per il quattordicesimo Forum di Clubture, tenutosi a Osijek nel 2021

La rete Clubture è stata fondata nel 2002 a Zagabria su iniziativa del Multimedijalni institut (Istituto multimediale) e dei club di Zagabria Močvara, Attack e KSET. Il nome Clubture nasce dall'idea di realizzare uno scambio tra i programmi dei club, sebbene fin dall'inizio siano state incluse nella rete altre organizzazioni che si occupano di cultura e giovani. Le organizzazioni fondatrici di Clubture sono: Art radionica Lazareti (Laboratorio d'arte Lazareti) di Dubrovnik, Autonomni kulturni centar Attack (Centro culturale autonomo Attack) di Zagabria, Blok - Lokalna baza za osvježavanje kulture (Blok - Base locale per il rinnovo culturale) di Zagabria, Udruga studenata arhitekture EASA (Associazione degli studenti di architettura EASA) di Zagabria, Eksperimentalna slobodna scena - EKS scena (Scena sperimentale indipendente - scena EKS) di Zagabria, GRADDONJI di Osijek, Metamedij (Metamedia) di Pola, Monteparadiso di Pola, Multimedijalni institut (Istituto multimediale) di Zagabria, Multimedija (Multimedija) di Osijek, Pokret urbanog življenja (Movimento per la vita urbana) di Slavonski Brod, Kulturno-umjetnička udruga Romb (Associazione culturale e artistica Romb) di Spalato, Spirit di Fiume, Što, kako i za koga (WHW) (Cosa, come e per chi (WHW) di Zagabria, Udruženje za razvoj kulture "URK" (Associazione per lo sviluppo culturale "URK") di Zagabria e Udruženje zdravo društvo (Associazione società sana) di Zagabria.

## Programmi e progetti

### Programmi annuali
Il programma Clubture Forum è stato lanciato nel 2008 e consiste in un incontro annuale delle organizzazioni membri della rete Clubture e di altre organizzazioni che operano nella cultura indipendente. Il primo Forum di Clubture si è svolto a Fiume dal 5 all'8 giugno 2008, mentre il quattordicesimo Forum si è svolto a Osijek dal 24 al 26 settembre 2021.

### Programmi regionali (Europa sudorientale)
Il programma di iniziativa regionale della rete Clubture (Regionalna inicijativa mreže Clubture) è iniziato nel 2004 ed ha l'obiettivo di estendere geograficamente lo scambio di programmi e la cooperazione alle organizzazioni attive nella regione dell'Europa sudorientale. Dal 2012 opera nell'ambito dell'organizzazione indipendente Kooperativa - regionalnu platformu za kulturu (Kooperativa - piattaforma regionale per la cultura). I programmi regionali comprendono più di cento organizzazioni della società civile provenienti da Bosnia ed Erzegovina, Croazia, Macedonia del Nord, Slovenia e Serbia .

## Pubblicazioni
La rete Clubture si occupa periodicamente di diverse pubblicazioni: ricerche, libri, antologie e riviste in cui tratta del settore culturale indipendente, monitora la produzione culturale indipendente, riflette sul proprio lavoro. Titoli rilasciati:
- Clubture Network - 20 godina razmjene i suradnje, Editore: Savez udurga Klubtura, 2021, ISBN 978-953-95994-5-2, Disponibile sul web
- Uvođenje reda u udruge - Poticajno okruženje ili nadzor civilnog društva, Editore: Savez udruga Klubtura, 2016, ISBN 978-953-95994-4-5, Disponibile sul web
- Mreža Clubture - Mapiranje organizacija nezavisne kulture, Editore: Savez udruga Klubtura, 2014, ISBN 978-953-95994-3-8, Disponibile sul web
- Exit Europe - Nove geografije kulture, Editore: Savez udruga Klubtura, 2011, ISBN 978-953-95994-2-1 / ISBN 978-86-84977-07-8, Disponibile sul web
- Dizajn i nezavisna kultura, Editori: Savez udruga Klubtura /Clubture, UPI-2M PLUS doo, KURZIV — Platforma za pitanja kulture, medija i društva, ISBN 978-953-95994-1-4 / ISBN 978-953-77030-7-3, Zagabria, settembre 2010.
- Kulturne politike odozdo - Nezavisna kultura i nove suradničke prakse u Hrvatskoj, Editore: Savez udruga Klubtura, 2008, Disponibile sul web
- Clubture - Kultura kao proces razmjene 2002 - 2007, Editore: Savez udruga Klubture, 2007, ISBN 978-953-95994-0-7, Disponibile sul web
- Istraživanje nezavisnog kulturnog sektora: mreža Klubtura / Clubture istraživački izvještaj, Editore: Savez udruga Klubtura, 2006, Disponibile sul web

Da aprile 2004 a novembre 2007 Clubture ha pubblicato 04, megazine za hakiranje stvarnosti (04, megazine per hackerare la realtà), una rivista che si occupava della produzione culturale indipendente contemporanea in Croazia e seguiva questioni sociali e civili più ampie, cercando di essere un contrappeso alla stampa mainstream. Tutte le edizioni di 04, megazine sono disponibili sul web.